# Norman Geisler
Norman Leo Geisler (Warren, 21 luglio 1932 – Charlotte, 1º luglio 2019) è stato un filosofo e teologo statunitense.

## Biografia
Dopo la scuola secondaria superiore, Geisler si è iscritto al Detroit Bible College, conseguendo un diploma nel 1955. Nel 1956 è stato consacrato pastore protestante. Ha proseguito gli studi al Wheaton College, dove ha conseguito il bachelor of arts in filosofia nel 1958 e il master of arts in teologia nel 1960. Dopo il master ha esercitato il ministero di pastore a Warren fino al 1963. Nel 1964 ha conseguito il bachelor in teologia al Detroit Bible College, dove ha lavorato come professore assistente fino al 1966. Ha poi studiato alla Loyola University Chicago, conseguendo il Ph.D. in filosofia nel 1970. Dopo il dottorato, è stato per un anno professore associato alla Trinity International University, poi è diventato direttore del Dipartimento di filosofia della religione alla Trinity Evangelical Divinity School fino al 1979, anno in cui è stato nominato professore ordinario di Teologia sistematica al Dallas Theological Seminary, incarico che ha mantenuto fino al 1988. Dal 1989 al 1991 è stato decano del Liberty Center for Research and Scholarship della Liberty University. Nel 1992 è stato cofondatore del Southern Evangelical Seminary, in cui ha ricoperto l'incarico di decano fino al 1999 e successivamente di presidente fino al 2006. Nel 2007 è stato cofondatore del Veritas Evangelical Seminary, di cui è stato rettore fino al suo ritiro dall'insegnamento, avvenuto il 1 maggio 2019. Geisler è stato autore e coautore di più di cento libri e ha scritto centinaia di articoli. È stato sposato con Barbara Jean, da cui ha avuto sei figli.

## Libri principali
- Apologetics in the New Age, Baker, 1990
- Come Let Us Reason: An Introduction to Logical Thinking, Baker, 1990
- Gambling: A Bad Bet, Fleming H Revell, 1990
- The Life and Death Debate, Greenwood, 1990
- In Defense of the Resurrection, Quest, 1991
- Matters of Life and Death: Calm Answers to Tough Questions about Abortion and Euthanasia, Baker, 1991
- Miracles and the Modern Mind: A Defense of Biblical Miracles, Baker, 1991
- When Critics Ask: A Handbook on Bible Difficulties, Victor, 1992
- Answering Islam, Baker, 1993
- Roman Catholics and Evangelicals, 1995
- Love Is Always Right, Word, 1996
- Creating God in the Image of Man?, Bethany, 1997
- Con Ron Rhodes (coautore), When Cultists Ask: A Popular Handbook on Cultic Misinterpretation, Baker, 1997
- The Counterfeit Gospel of Mormonism, Harvest House, 1998
- Legislating Morality, Bethany House, 1998
- Encyclopedia of Christian Apologetics, Baker, 1999
- Chosen But Free, Bethany, 1999
- Unshakable Foundations, Bethany, 2001
- Why I Am a Christian, Baker, 2001
- Battle for God, Kregel, 2001
- Living Loud: Defending Your Faith, Broadman & Holman, 2002
- Systematic Theology, volume 1 - Introduction – Bible, Bethany, 2002
- Systematic Theology, volume 2 -  God – Creation,  Bethany, 2003
- Is Your Church Ready?, Zondervan, 2003
- Who Made God?, Zondervan, 2003
- Systematic Theology, volume 3 - Sin – Salvation, Bethany, 2004
- I Don't Have Enough Faith to Be an Atheist, Crossway, 2004
- Systematic Theology,  volume  4 - Church – Last Things, Bethany, 2005
- Bringing Your Faith To Work, Baker, 2005
- Correcting The Cults, Baker, 2005
- Love Your Neighbor, Crossway, 2007
- Essential Doctrine Made Easy, Rose, 2007
- A Popular Survey of the Old Testament, Baker, 2008
- Conviction Without Compromise, Harvest House, 2008
- Is Rome the True Church?: A Consideration of the Roman Catholic Claim, Crossway, 2008
- When Skeptics Ask, Baker, 2008
- The Big Book of Bible Difficulties, Baker, 2008
- The Apologetics of Jesus, Baker, 2009
- Making Sense of Bible Difficulties, Baker, 2009
- Christian Ethics: Options and Issues, Baker, 2010
- If God, Why Evil?,  Bethany, 2011
- Systematic Theology: In One Volume, Bethany, 2011
- Con William C. Roach (coautore), Defending Inerrancy: Affirming the Accuracy of Scripture for a New Generation, Baker, 2012
- Con William E. Nix (coautore), From God To Us Revised and Expanded: How We Got Our Bible, Moody, 2012
- Big Book of Christian Apologetics, The: An A to Z Guide, Baker, 2012
- Con Patty Tunnicliffe (coautore), Reasons for Belief: Easy-to-Understand Answers to 10 Essential Questions, Bethany, 2013